# Canadian Open 1976 (Badminton)
Die Canadian Open 1976 im Badminton fanden vom 1. bis zum 4. Dezember 1976 in Toronto statt.

## Finalergebnisse
| Disziplin    | Sieger                         | Finalist                              | Ergebnis           |
| ------------ | ------------------------------ | ------------------------------------- | ------------------ |
| Herreneinzel | Bandid Jaiyen                  | Jamie McKee                           | 15–2, 15–6         |
| Dameneinzel  | Wendy Clarkson                 | Margaret Lockwood                     | 2–11, 11–5, 12–10  |
| Herrendoppel | Ray Stevens Mike Tredgett      | Bandid Jaiyen Surapong Suharitdamrong | 12–15, 15–10, 15–6 |
| Damendoppel  | Nora Gardner Margaret Lockwood | Marjan Ridder Joke van Beusekom       | 17–14, 15–9        |
| Mixed        | nicht ausgetragen              | nicht ausgetragen                     |                    |